# Johnny English
Johnny English je britský film, akční komedie natočená Peterem Howittem roku 2003. Scénář napsali Neal Purvis, Robert Wade (scenáristé čtyř bondovek) a William Davies. V hlavních rolích účinkovali Rowan Atkinson, Natalie Imbruglia a Ben Miller. Svou britskou premiéru měl 6. dubna 2003, v Česku byl uveden 17. dubna 2003. Na významný americký trh jej uvedla společnost Universal od 18. července 2003.

## Děj
Johnny English pracuje jako asistent britského tajného agenta 1. Při jedné misi však Jednička zemře a všichni agenti mu na pohřbu vzdávají hold. Hlídat má Johnny English a jeho pravá ruka Bough. Když však na pohřbu cosi bouchne, zabije to všechny až na jednoho: Johnnyho Englishe, smolaře s velkým S. Johnnyho srdce pak zahoří láskou, když potká na výstavě britských korunovačních klenotů jednu z jejich restaurátorek, ve skutečnosti však francouzskou agentku Lornu Campbellovou. Během jejich povídání ale někdo klenoty ukradne a Johnny jakožto jediný agent má jasný cíl: Pokud možno se nezabít a sehnat klenoty. Jenže jak, když Johnny neví co je nebezpečí a co je strach, když neví vlastně vůbec nic?

## Obsazení

### Hlavní role
- Rowan Atkinson – Johnny English, agent britské tajné služby
- Natalie Imbruglia – Lorna Campbellová, francouzská tajná agentka Interpolu
- Ben Miller – Bough, Englishova pravá ruka
- John Malkovich – Pascal Sauvage

### Vedlejší role
- Greg Wise – Agent MI7 č. 1
- Douglas McFerran – Carlos Vendetta
- Steve Nicolson – Dieter Klein
- Kevin McNally – ministerský předseda
- Tim Pigott-Smith – Pegas, velitel MI7
- Nina Young – Pegasova sekretářka
- Rowland Davies – Sir Anthony Chevenix
- Neville Phillips – kněz
- Oliver Ford Davies – Arcibiskup z Canterbury

## Přijetí
Celosvětově film vydělal 160 milionů dolarů. Během premiérového víkendu v USA tržby dosáhly 9,1 milionu dolarů, čímž snímek obsadil 5. místo v návštěvnosti, za premiérou Mizerů II a reprízovanými filmy Piráti z Karibiku: Prokletí Černé perly, Liga výjimečných a Terminátor 3: Vzpoura strojů.
Ze 118 recenzí na agregátoru Rotten Tomatoes film obdržel hodnocení 33 %, více než 400 tisíc uživatelů jej průměrně ohodnotilo 50 procenty.
Filmová kritička Mirka Spáčilová na iDNES.cz 17. dubna 2003 film ocenila 65 procenty. Uvedla mimo jiné: „Pokud jde o zápletku, ta je sice křiklavě kostrbatá, jak zákony bláznivé komedie kážou, ale k opravdu groteskní absurditě jí krůček chybí. Což však neznamená, že by Johnny English nerozesmál. […] Leckomu může zprvu vadit, že mlčenlivý „Bean“ tentokrát mluví. A mluví dost. Naštěstí Atkinson i se svým hluboko posazeným hlasem čaruje a pak, jeho blízkým spojencem se tady stává slovní humor v onom pověstném ostrovním duchu, suchý jako troud.“